# Niro Investment Group
Niro Investment Group, ortografiat și NIRO Investment Group, este un grup românesc de firme cu capital privat înființat în 1993, care activează în domeniul investițiilor, dezvoltării și managementului proprietăților imobiliare. Grupul are sediul în clădirea Niro Office Building de pe strada Traian 184-186, în sectorul 2 din București, și deține un portofoliu de proiecte care se întind pe 500.000 de metri pătrați construiți și însumează investiții de peste 400.000.000 de euro.
Directorul general al grupului este Clitemnestra Bugheanu-Gadea.

## Istoric
Niro Investment Group a fost fondat în 1993 de omul de afaceri Nicolae Dumitru, iar denumirea sa provine de la combinația de litere „Ni” de la Nicolae și „Ro” de la România. Dumitru a negat că terminația „Ro” ar avea legătură cu prenumele soției sale, Rodica.
Născut într-o familie săracă de etnie romă din cartierul Ferentari, Nicolae Dumitru a fost selectat în adolescență în lotul național de popice al României, iar în acea perioadă a început să se ocupe cu vânzarea în România a obiectelor cumpărate din țările în care lotul se deplasa cu ocazia diverselor turnee sportive. După 1989 a cumpărat o mașină de injecție, cu care producea mici obiecte din plastic, și a lucrat o vreme pentru magazinul unui vecin, fostul colonel de Miliție Constantin Salitra, căruia îi coordona activitatea economică.
Dumitru a plecat ulterior de la Salitra, iar în 1993 și-a înființat prima firmă, „Niro Impex ’93”. A absolvit Academia de Studii Economice în 1996, iar afacerile sale au continuat să crească, el figurând ca acționar în peste 15 firme și având o avere estimată la 50.000.000 de dolari în 2007. Una din cele mai cunoscute afaceri ale lui Nicolae Dumitru este complexul Dragonul Roșu SA, „cel mai mare hub comercial din sud-estul Europei” și „cel mai mare punct comercial al Chinei în afara granițelor”.
De-a lungul carierei sale, Dumitru a fost acuzat de legături cu lumea interlopă sau cu persoane publice controversate precum Elena Udrea, Dorin Cocoș sau Dan Andronic și a recunoscut într-un interviu că printre angajații săi figurează cel puține 20 de foști lucrători de la U.M. 0215, Securitate, DNA sau Poliție, care-l ajută să „păstreze legalitatea” în societățile sale. Într-o anchetă de presă, Mugur Ciuvică a făcut public numelor unora dintre ei, dezvăluind că sunt în general foști ofițeri cu grade de colonei sau generali. Ciuvică a avansat ipoteza că afacerile grupului Niro ar reprezenta de fapt o activitate comercială acoperită a serviciilor secrete.
În 2014, Nicolae Dumitru a fost reținut de DNA sub acuzația de spălare de bani și trafic de influență și a fost trimis în judecată pe 24 martie 2015. Pe 3 octombrie 2016 a fost condamnat la 2,4 ani de închisoare pentru trafic de influență în dosarul „Microsoft”, pedeapsa fiind majorată de la cea inițială de 1,6 ani cu suspendare. Suplimentar, instanța a dispus ca Nicolae Dumitru să plătească statului 2.050.000 dolari și 1.000.000 de euro.
Afacerile Niro Group au continuat să se dezvolte, ajungând la peste 20 de companii deținute și circa 600 de angajați. Grupul a cumpărat de la Corneliu Iacobov Grand Hôtel du Boulevard, pe care l-a reabilitat și predat spre operare lanțului hotelier Corinthia, apoi a cumpărat și reabilitat Cafeneaua Veche sau Crama Domnească, iar în decembrie 2019 a semnat un contract de finanțare în valoare de 24 milioane de euro cu Libra Internet Bank, în vederea construirii celui mai înalt hotel din București, sub brandul Swissôtel. Noul hotel va fi operat de Accor.

## Caritate și sponsorizări
Niro Investment Group este cunoscut și pentru activitatea sa filantropică sau de sponsorizare. Grupul administrează două fundații umanitare care oferă ajutoare familiilor nevoiașe sau aflate în dificultate, iar în perioada pandemiei de coronaviroză a donat sume mari de bani pentru achiziționarea de echipament medical.
Compania sponsorizează diferite evenimente culturale și sportive și este partenerul Comitetului Olimpic și Sportiv Român (COSR). A fost sponsorul oficial al delegației României la Jocurile Olimpice de vară din 2008 și partenerul oficial al COSR la Jocurile Olimpice din 2016. Grupul este sponsorul oficial al Federației Române de Ciclism (începând din anul 1994) și al Federației Române de Handbal.